# Diable Boisko

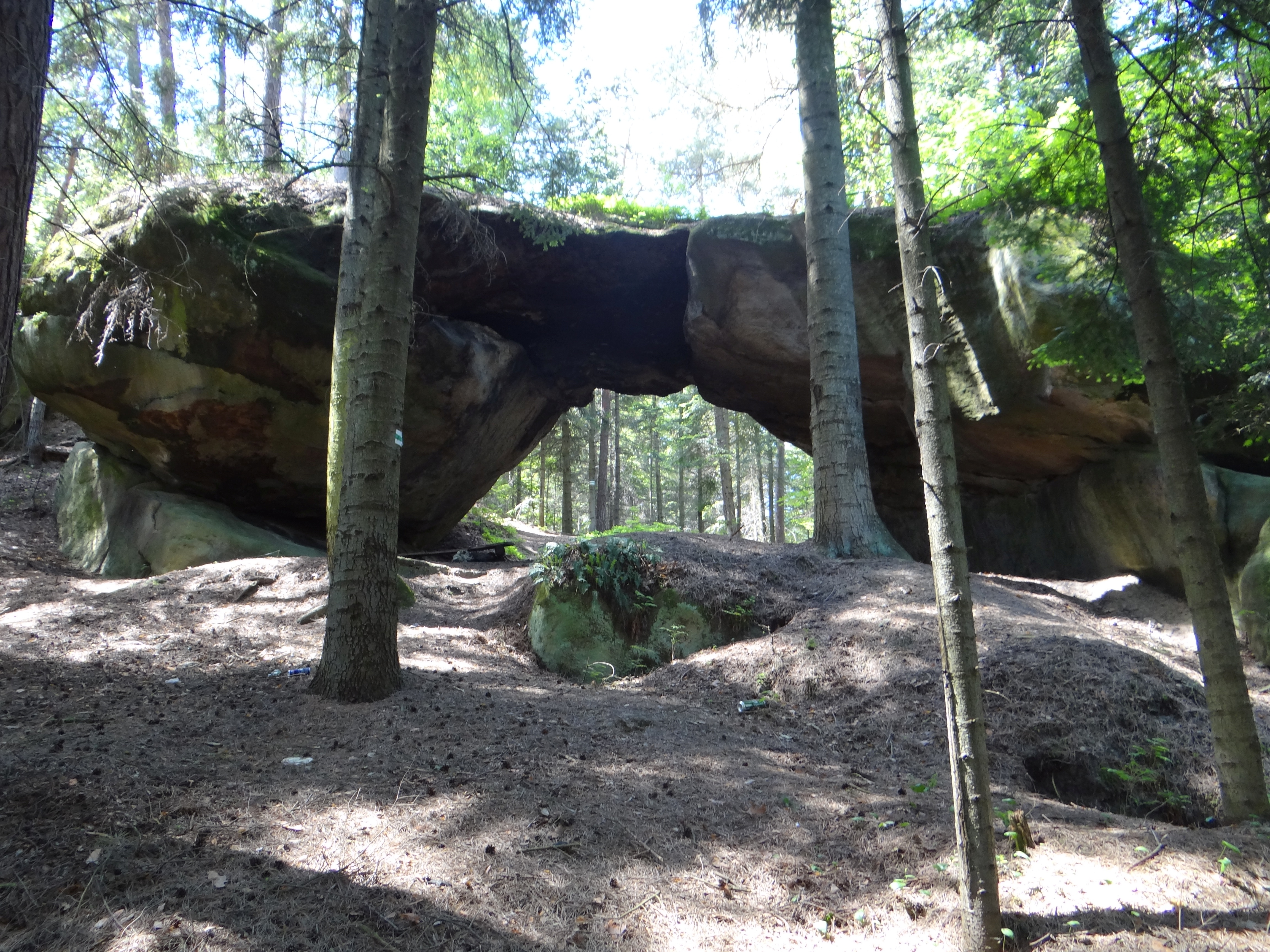

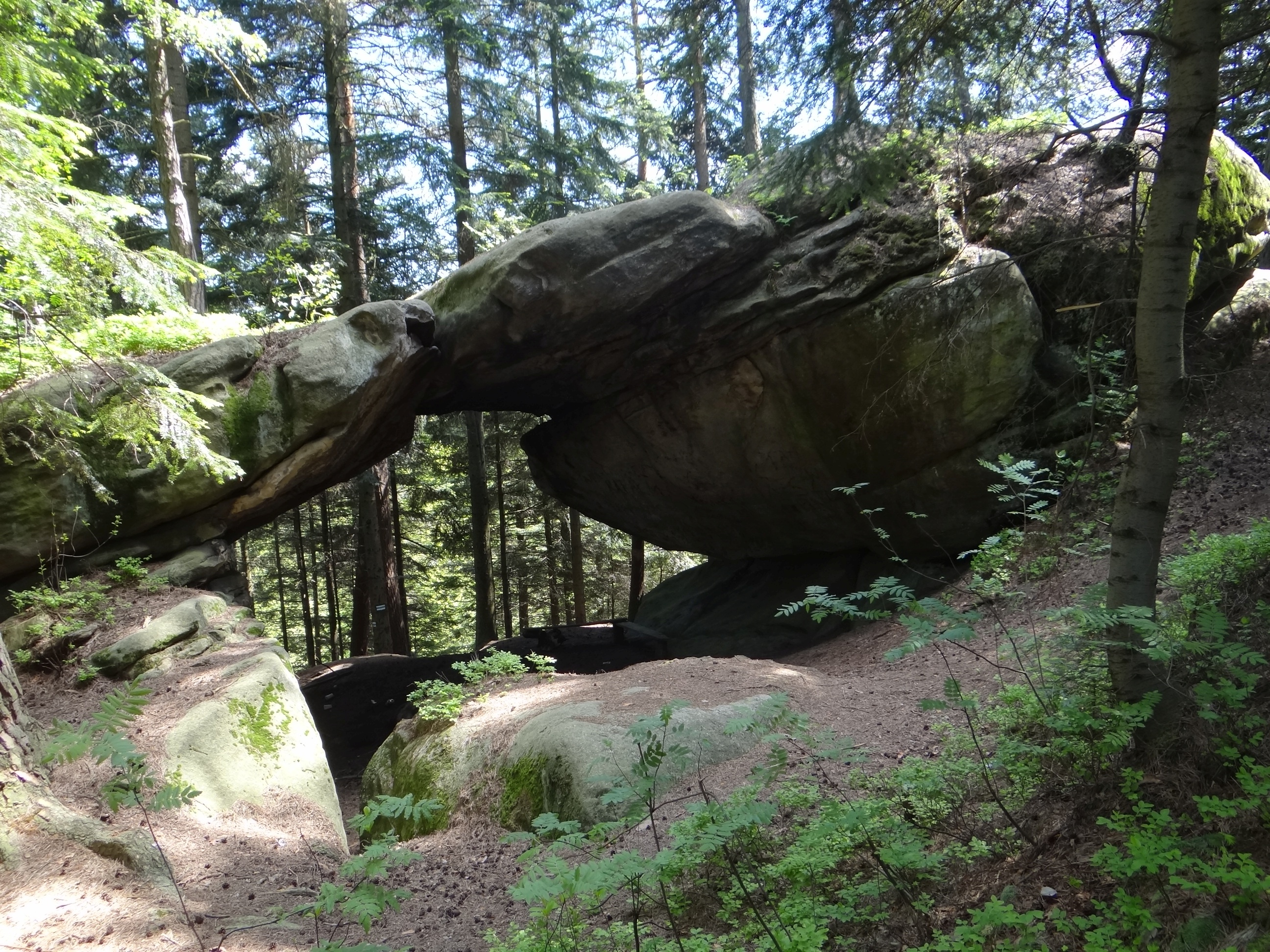

Diable Boisko – zbudowana z piaskowca skała, znajdująca się w lesie w miejscowości Pławna, w gminie Ciężkowice w powiecie tarnowskim w województwie małopolskim. W klasyfikacji fizycznogeograficznej Polski według Jerzego Kondrackiego jest to obszar Pogórza Rożnowskiego.
Diable Boisko ma postać łuku skalnego. Jest to jedyna tego rodzaju skała na całym polskim Pogórzu, nie ma takiej formacji nigdzie w całych polskich Beskidach. Łuk skalny powstał w warstwie piaskowców ciężkowickich płaszczowiny śląskiej. Prawdopodobnie kiedyś była to jaskinia, w wyniku procesów wietrzenia pozostał po niej tylko łuk skalny. Na ziemi pod łukiem zalega warstwa piasku powstałego w wyniku wietrzenia
Nazwa pochodzi od legendy, według której na piasku zalegającym pod łukiem bawiły się diabły, a łuk jest bramą wiodącą do piekła. Od 2004 r. Diable Boisko jest pomnikiem przyrody. Prowadzi obok niego szlak turystyki pieszej, na wierzchowinie Styru łączący się ze szlakiem niebieskim.
Szlak turystyczny
 Pławna stacja PKP – Pławna szkoła – Diable Boisko – skrzyżowanie z niebieskim szlakiem